# 亞布盧涅韋 (巴里希夫卡區)
50°17′38″N 31°38′25″E / 50.29389°N 31.64028°E
亞布盧內韋（烏克蘭語：Яблуневе）是位於烏克蘭北部的村莊，由基辅州布羅瓦里區的貝雷贊市鎮負責管轄。該村始建於1970年，面積0.69平方公里，海拔高度134米，2001年人口767，人口密度每平方公里1,111.6人。